# Miltochrista sapporensis
Miltochrista sapporensis là một loài bướm đêm thuộc phân họ Arctiinae, họ Erebidae.